# Notte italiana
Notte italiana és una pel·lícula de 1987 dirigida per Carlo Mazzacurati. La pel·lícula és el resultat d'un triple debut reeixit: Nanni Moretti com a productora (és la primera pel·lícula produïda pel nounat Sacher Film de la parella Moretti-Barbagallo), Carlo Mazzacurati com a director i Marco Messeri com a protagonista.

## Trama
La pel·lícula està ambientada al delta del Po, una zona on s'extreia metà amb el perill d'enfonsar la terra. L'advocat Morsiani es trasllada a la zona per taxar un terreny; té un romanç amb la Daria i sembla que tot va bé. Però al llarg de la seva obra Morsiani pren consciència de molts fets, alguns dels quals són contraris a la llei: l'especulació de la construcció i la mineria il·lícita. També sorgeix la mort d'un inspector de mines que havia descobert l'existència d'uns pous clandestins. El pare de Daria també sembla estar implicat en aquesta mort. L'advocat entén que ara corre perill i intenta fugir.

## Repartiment
- Marco Messeri: Otello Morsiani
- Giulia Boschi: Daria
- Remo Remotti: Italo
- Tino Carraro: Melandri
- Memè Perlini: Checco
- Mario Adorf: Tornova
- Silvana De Santis: padrona della locanda
- Antonio Petrocelli: Paschero
- Gemelli Ruggeri: geometri
- Filippo Cilloni: Enzo
- Roberto Citran: Gabor
- Vasco Mirandola: punk

## Crítica
... Imatge de la vall del Po tenyida de groc, ben interpretada.... **½

## Recepció
Carlo Mazzacurati va guanyar el Nastro d'Argento a la millor direcció novell per aquesta pel·lícula, mentre que Marco Messeri va rebre el Globo d'oro com a millor actor de l'any i el Gran Premi al Festival de Cinema Italià d'Annecy.
Als Ciak d'oro del 1988 va guanyar el premi a la Millor opera prima a la millor banda sonora a Fiorenzo Carpi
i al millor so per Franco Borni
També va guanyar la Palmera de bronze a la VIII edició de la Mostra de València.